# 11806 Thangjam
11806 Thangjam è un asteroide della fascia principale. Scoperto nel 1981, presenta un'orbita caratterizzata da un semiasse maggiore pari a 2,2519073 UA e da un'eccentricità di 0,1096256, inclinata di 2,52553° rispetto all'eclittica.